# Konceptkonst

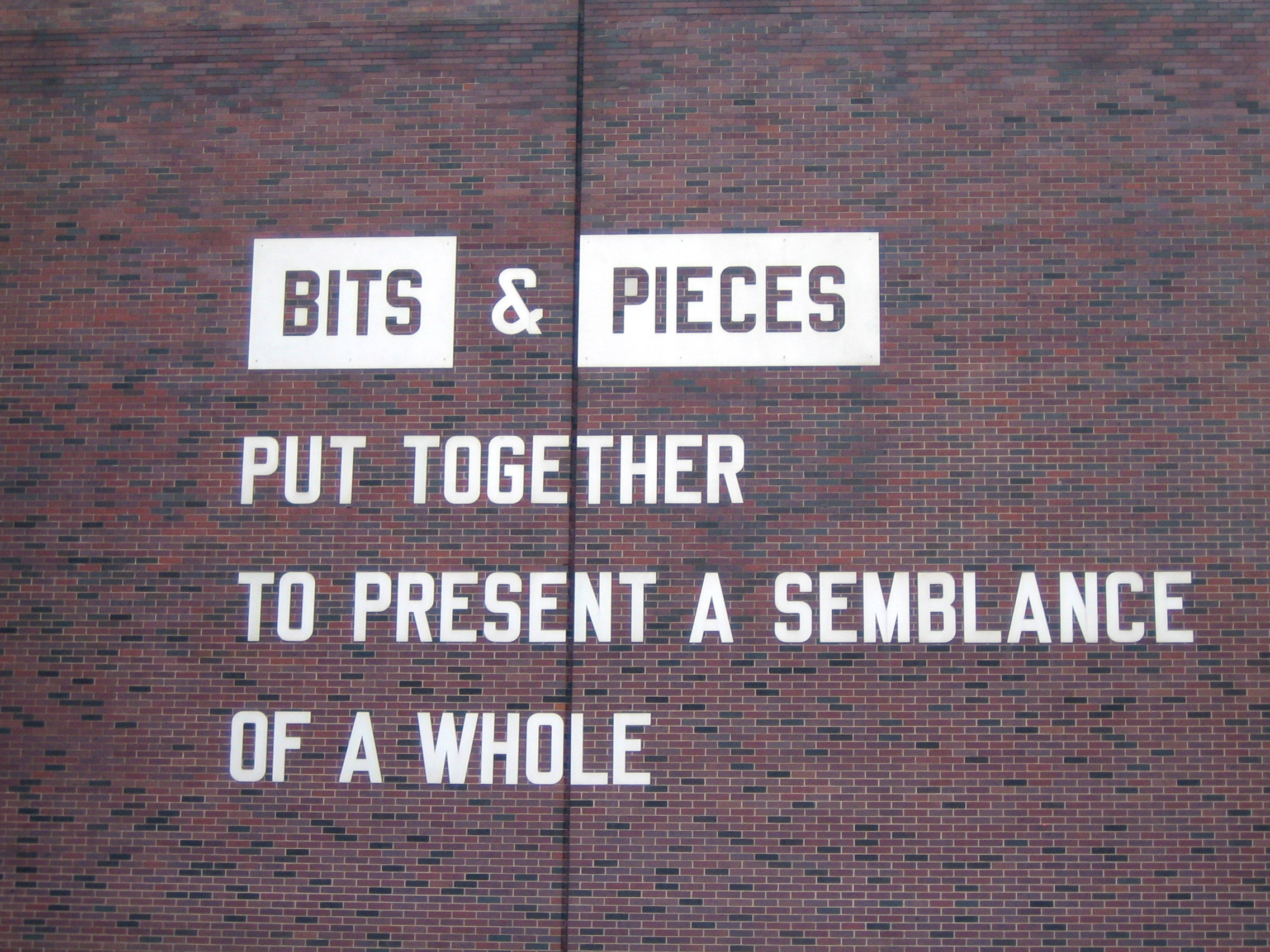
Fotografi av Lawrence Weiners verk Bits & Pieces Put Together to Present a Semblance of a Whole.

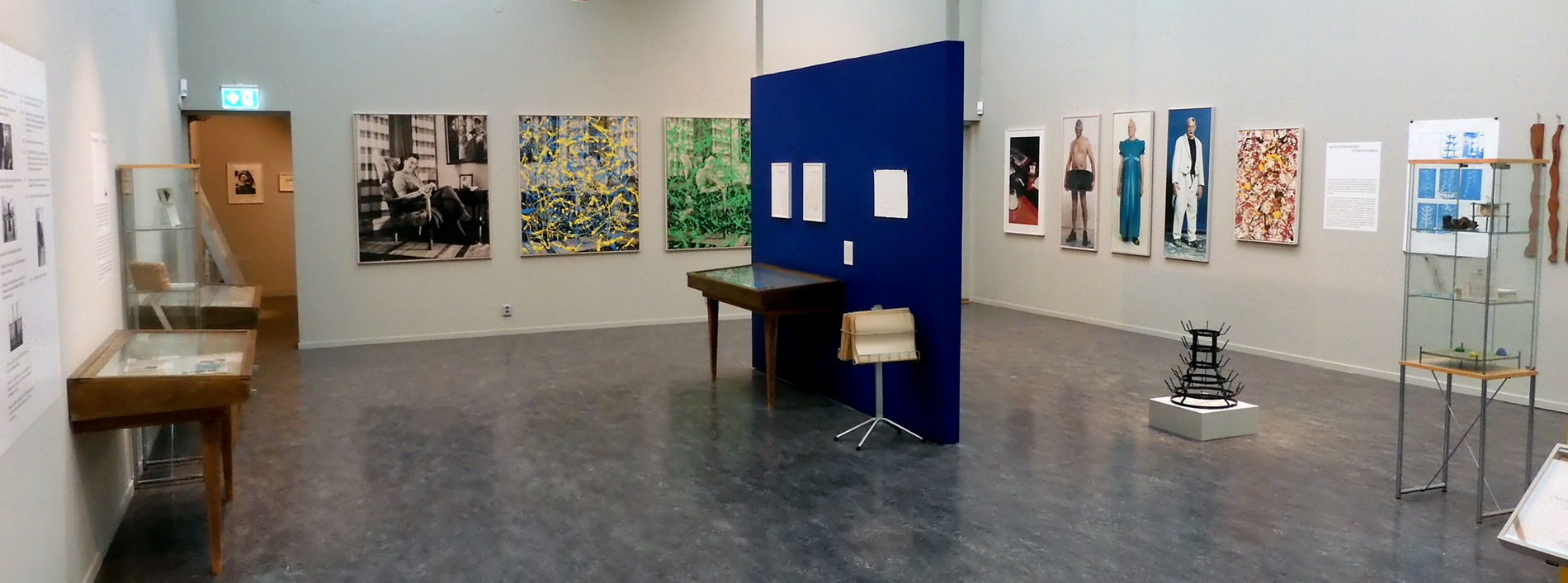
Leif Erikssons utställning i Ystad 2024.

Konceptkonst eller konceptuell konst är en konstform, som huvudsakligen utvecklades under 1960-talets andra hälft i USA och Europa. Begreppet lanserades 1961 av den amerikanske konstnären Henry Flynt (född 1940).

## Innebörd och historik
Begreppet konceptuell konst innebär en expansion av begreppet konst på flera plan. Det är en konstform baserad på att idén, eller konceptet, tar överhanden över materiella eller estetiska överväganden. Den hade sina rötter i avantgardistiska rörelser under 1900-talets första hälft, exempelvis dadaism, fluxus, happening, minimalism och liknande institutionskritiska förhållningssätt. Ofta framhålls Marcel Duchamps praktik som en utgångspunkt. Ursprungligen var rörelsen en radikal företeelse som kritiserade den moderna konstens fokus på formalism och medium. Den propagerade för en konst som fokuserade på sociala och politiska frågor och var till sin form den första globala konströrelsen, eftersom den bestämt vände sig mot en västerländsk formkanon. Detta påstående har dock kritiserats, för trots att rörelsen uppstod på många platser vid ungefär samma tidpunkt, har ändå de engelskspråkiga konstnärerna kommit att inta en dominerande ställning. Detta har senare resulterat i försök att lyfta fram "bortglömda" konceptkonstnärer runt om i världen. 

## Exempel på konceptkonstverk
- One and Three Chairs av Joseph Kosuth 1965

## Konceptkonstnärer i urval
- Marina Abramović
- Vito Acconci
- Francis Alÿs
- Joseph Beuys
- John Cage
- Marcel Duchamp
- Leif Eriksson
- Kristján Gudmundsson
- Genco Gulan
- Susan Hiller
- Jenny Holzer
- On Kawara
- Joseph Kosuth
- Barbara Kruger
- Yayoi Kusama
- Sol LeWitt
- Maloosak
- Piero Manzoni
- Allan McCollum
- Ana Mendieta
- Bruce Nauman
- Yoko Ono
- Roman Opałka
- Dennis Oppenheim
- Adrian Piper
- Gian Carlo Riccardi
- Hiroshi Sugimoto
- Jacek Tylicki
- Lars Vilks
- Wolf Vostell
- Lawrence Weiner
- Dan Wolgers
- David Woodard